# 1975年のナショナルリーグチャンピオンシップシリーズ
1975年の野球において、メジャーリーグベースボール（MLB）のポストシーズンは10月4日に開幕した。ナショナルリーグの第7回リーグチャンピオンシップシリーズ（英語: 7th National League Championship Series、以下「リーグ優勝決定戦」と表記）は、同日から7日にかけて計3試合が開催された。その結果、シンシナティ・レッズ（西地区）がピッツバーグ・パイレーツ（東地区）を3勝0敗で下し、3年ぶり7回目のリーグ優勝およびワールドシリーズ進出を果たした。
この年のレギュラーシーズンでは、両球団は12試合で6勝6敗の五分だったが、今シリーズはレッズが無傷の3連勝で突破した。両球団がリーグ優勝決定戦で対戦するのは1970年と1972年に次いでこれが3度目で、全てレッズが制している。このあとレッズは、ワールドシリーズでもアメリカンリーグ王者ボストン・レッドソックスを4勝3敗で下し、35年ぶり3度目の優勝を成し遂げた。

## 試合結果
1975年のナショナルリーグ優勝決定戦は10月4日に開幕し、途中に移動日を挟んで4日間で3試合が行われた。日程・結果は以下の通り。
| 日付                                                | 試合  | ビジター球団（先攻）     | スコア | ホーム球団（後攻）       | 開催球場                     | 開催球場                                                        |
| --------------------------------------------------- | ----- | ------------------------ | ------ | ------------------------ | ---------------------------- | --------------------------------------------------------------- |
| 10月04日（土）                                      | 第1戦 | ピッツバーグ・パイレーツ | 3－8   | シンシナティ・レッズ     | リバーフロント・スタジアム   | リバーフロント・ · スタジアムスリー・ · リバース・ · スタジアム |
| 10月05日（日）                                      | 第2戦 | ピッツバーグ・パイレーツ | 1－6   | シンシナティ・レッズ     | リバーフロント・スタジアム   | リバーフロント・ · スタジアムスリー・ · リバース・ · スタジアム |
| 10月06日（月）                                      |       | 移動日                   | 移動日 | 移動日                   |                              | リバーフロント・ · スタジアムスリー・ · リバース・ · スタジアム |
| 10月07日（火）                                      | 第3戦 | シンシナティ・レッズ     | 5－3   | ピッツバーグ・パイレーツ | スリー・リバース・スタジアム | リバーフロント・ · スタジアムスリー・ · リバース・ · スタジアム |
| 優勝：シンシナティ・レッズ（3勝0敗 / 3年ぶり7度目） |       |                          |        |                          |                              | リバーフロント・ · スタジアムスリー・ · リバース・ · スタジアム |

### 第1戦 10月4日
- リバーフロント・スタジアム（オハイオ州シンシナティ）

|                          | 1 | 2 | 3 | 4 | 5 | 6 | 7 | 8 | 9 | R | H  | E |
| ------------------------ | - | - | - | - | - | - | - | - | - | - | -- | - |
| ピッツバーグ・パイレーツ | 0 | 2 | 0 | 0 | 0 | 0 | 0 | 0 | 1 | 3 | 8  | 0 |
| シンシナティ・レッズ     | 0 | 1 | 3 | 0 | 4 | 0 | 0 | 0 | X | 8 | 11 | 0 |

1. 勝利：ドン・ガレット（1勝）
2. 敗戦：ジェリー・ロイス（1敗）
3. 本塁打
CIN：ドン・ガレット1号2ラン
4. 審判
［球審］ジョン・キブラー
［塁審］一塁: アンディ・オルセン、二塁: フランク・プーリ、三塁: ビル・ウィリアムズ
［外審］左翼: トム・ゴーマン、右翼: アート・ウィリアムズ
5. 昼間試合  試合時間: 3時間0分  観客: 5万4633人
詳細: MLB.com Gameday / Baseball-Reference.com

| ピッツバーグ・パイレーツ | ピッツバーグ・パイレーツ | ピッツバーグ・パイレーツ | ピッツバーグ・パイレーツ | ピッツバーグ・パイレーツ                                                                                     | シンシナティ・レッズ | シンシナティ・レッズ | シンシナティ・レッズ | シンシナティ・レッズ | シンシナティ・レッズ                                                                                      |
| ------------------------ | ------------------------ | ------------------------ | ------------------------ | --- | -------------------- | -------------------- | -------------------- | -------------------- | --- |
| 打順                     | 守備                     | 選手                     | 打席                     | J・ロイスM・サンギーエンW・スター · ジェルR・ステネットR・ヘブナーF・タベラスR・ジスクA・オリバーD・パーカー | 打順                 | 守備                 | 選手                 | 打席                 | D・ガレットJ・ベンチT・ペレスJ・モーガンP・ローズD・コンセプシオンG・フォスターC・ジェロニモK・グリフィー |
| 1                        | 二                       | R・ステネット            | 右                       | J・ロイスM・サンギーエンW・スター · ジェルR・ステネットR・ヘブナーF・タベラスR・ジスクA・オリバーD・パーカー | 1                    | 三                   | P・ローズ            | 両                   | D・ガレットJ・ベンチT・ペレスJ・モーガンP・ローズD・コンセプシオンG・フォスターC・ジェロニモK・グリフィー |
| 2                        | 捕                       | M・サンギーエン          | 右                       | J・ロイスM・サンギーエンW・スター · ジェルR・ステネットR・ヘブナーF・タベラスR・ジスクA・オリバーD・パーカー | 2                    | 二                   | J・モーガン          | 左                   | D・ガレットJ・ベンチT・ペレスJ・モーガンP・ローズD・コンセプシオンG・フォスターC・ジェロニモK・グリフィー |
| 3                        | 中                       | A・オリバー              | 左                       | J・ロイスM・サンギーエンW・スター · ジェルR・ステネットR・ヘブナーF・タベラスR・ジスクA・オリバーD・パーカー | 3                    | 捕                   | J・ベンチ            | 右                   | D・ガレットJ・ベンチT・ペレスJ・モーガンP・ローズD・コンセプシオンG・フォスターC・ジェロニモK・グリフィー |
| 4                        | 一                       | W・スタージェル          | 左                       | J・ロイスM・サンギーエンW・スター · ジェルR・ステネットR・ヘブナーF・タベラスR・ジスクA・オリバーD・パーカー | 4                    | 一                   | T・ペレス            | 右                   | D・ガレットJ・ベンチT・ペレスJ・モーガンP・ローズD・コンセプシオンG・フォスターC・ジェロニモK・グリフィー |
| 5                        | 左                       | R・ジスク                | 右                       | J・ロイスM・サンギーエンW・スター · ジェルR・ステネットR・ヘブナーF・タベラスR・ジスクA・オリバーD・パーカー | 5                    | 左                   | G・フォスター        | 右                   | D・ガレットJ・ベンチT・ペレスJ・モーガンP・ローズD・コンセプシオンG・フォスターC・ジェロニモK・グリフィー |
| 6                        | 右                       | D・パーカー              | 左                       | J・ロイスM・サンギーエンW・スター · ジェルR・ステネットR・ヘブナーF・タベラスR・ジスクA・オリバーD・パーカー | 6                    | 遊                   | D・コンセプシオン    | 右                   | D・ガレットJ・ベンチT・ペレスJ・モーガンP・ローズD・コンセプシオンG・フォスターC・ジェロニモK・グリフィー |
| 7                        | 三                       | R・ヘブナー              | 左                       | J・ロイスM・サンギーエンW・スター · ジェルR・ステネットR・ヘブナーF・タベラスR・ジスクA・オリバーD・パーカー | 7                    | 右                   | K・グリフィー        | 左                   | D・ガレットJ・ベンチT・ペレスJ・モーガンP・ローズD・コンセプシオンG・フォスターC・ジェロニモK・グリフィー |
| 8                        | 遊                       | F・タベラス              | 右                       | J・ロイスM・サンギーエンW・スター · ジェルR・ステネットR・ヘブナーF・タベラスR・ジスクA・オリバーD・パーカー | 8                    | 中                   | C・ジェロニモ        | 左                   | D・ガレットJ・ベンチT・ペレスJ・モーガンP・ローズD・コンセプシオンG・フォスターC・ジェロニモK・グリフィー |
| 9                        | 投                       | J・ロイス                | 左                       | J・ロイスM・サンギーエンW・スター · ジェルR・ステネットR・ヘブナーF・タベラスR・ジスクA・オリバーD・パーカー | 9                    | 投                   | D・ガレット          | 右                   | D・ガレットJ・ベンチT・ペレスJ・モーガンP・ローズD・コンセプシオンG・フォスターC・ジェロニモK・グリフィー |
| 先発投手                 | 先発投手                 | 先発投手                 | 投球                     | J・ロイスM・サンギーエンW・スター · ジェルR・ステネットR・ヘブナーF・タベラスR・ジスクA・オリバーD・パーカー | 先発投手             | 先発投手             | 先発投手             | 投球                 | D・ガレットJ・ベンチT・ペレスJ・モーガンP・ローズD・コンセプシオンG・フォスターC・ジェロニモK・グリフィー |
| J・ロイス                | J・ロイス                | J・ロイス                | 左                       | J・ロイスM・サンギーエンW・スター · ジェルR・ステネットR・ヘブナーF・タベラスR・ジスクA・オリバーD・パーカー | D・ガレット          | D・ガレット          | D・ガレット          | 左                   | D・ガレットJ・ベンチT・ペレスJ・モーガンP・ローズD・コンセプシオンG・フォスターC・ジェロニモK・グリフィー |

### 第2戦 10月5日
- リバーフロント・スタジアム（オハイオ州シンシナティ）

|                          | 1 | 2 | 3 | 4 | 5 | 6 | 7 | 8 | 9 | R | H  | E |
| ------------------------ | - | - | - | - | - | - | - | - | - | - | -- | - |
| ピッツバーグ・パイレーツ | 0 | 0 | 0 | 1 | 0 | 0 | 0 | 0 | 0 | 1 | 5  | 0 |
| シンシナティ・レッズ     | 2 | 0 | 0 | 2 | 0 | 1 | 1 | 0 | X | 6 | 12 | 1 |

1. 勝利：フレッド・ノーマン（1勝）
2. セーブ：ローリー・イーストウィック（1S）
3. 敗戦：ジム・ルッカー（1敗）
4. 本塁打
CIN：トニー・ペレス1号2ラン
5. 審判
［球審］アンディ・オルセン
［塁審］一塁: フランク・プーリ、二塁: ビル・ウィリアムズ、三塁: トム・ゴーマン
［外審］左翼: アート・ウィリアムズ、右翼: ジョン・キブラー
6. 昼間試合  試合時間: 2時間51分  観客: 5万4752人
詳細: MLB.com Gameday / Baseball-Reference.com

| ピッツバーグ・パイレーツ | ピッツバーグ・パイレーツ | ピッツバーグ・パイレーツ | ピッツバーグ・パイレーツ | ピッツバーグ・パイレーツ                                                                                       | シンシナティ・レッズ | シンシナティ・レッズ | シンシナティ・レッズ | シンシナティ・レッズ | シンシナティ・レッズ                                                                                      |
| ------------------------ | ------------------------ | ------------------------ | ------------------------ | --- | -------------------- | -------------------- | -------------------- | -------------------- | --- |
| 打順                     | 守備                     | 選手                     | 打席                     | J・ルッカーM・サンギーエンW・スター · ジェルR・ステネットR・ヘブナーF・タベラスR・ジスクA・オリバーD・パーカー | 打順                 | 守備                 | 選手                 | 打席                 | F・ノーマンJ・ベンチT・ペレスJ・モーガンP・ローズD・コンセプシオンG・フォスターC・ジェロニモK・グリフィー |
| 1                        | 二                       | R・ステネット            | 右                       | J・ルッカーM・サンギーエンW・スター · ジェルR・ステネットR・ヘブナーF・タベラスR・ジスクA・オリバーD・パーカー | 1                    | 三                   | P・ローズ            | 両                   | F・ノーマンJ・ベンチT・ペレスJ・モーガンP・ローズD・コンセプシオンG・フォスターC・ジェロニモK・グリフィー |
| 2                        | 捕                       | M・サンギーエン          | 右                       | J・ルッカーM・サンギーエンW・スター · ジェルR・ステネットR・ヘブナーF・タベラスR・ジスクA・オリバーD・パーカー | 2                    | 二                   | J・モーガン          | 左                   | F・ノーマンJ・ベンチT・ペレスJ・モーガンP・ローズD・コンセプシオンG・フォスターC・ジェロニモK・グリフィー |
| 3                        | 中                       | A・オリバー              | 左                       | J・ルッカーM・サンギーエンW・スター · ジェルR・ステネットR・ヘブナーF・タベラスR・ジスクA・オリバーD・パーカー | 3                    | 捕                   | J・ベンチ            | 右                   | F・ノーマンJ・ベンチT・ペレスJ・モーガンP・ローズD・コンセプシオンG・フォスターC・ジェロニモK・グリフィー |
| 4                        | 一                       | W・スタージェル          | 左                       | J・ルッカーM・サンギーエンW・スター · ジェルR・ステネットR・ヘブナーF・タベラスR・ジスクA・オリバーD・パーカー | 4                    | 一                   | T・ペレス            | 右                   | F・ノーマンJ・ベンチT・ペレスJ・モーガンP・ローズD・コンセプシオンG・フォスターC・ジェロニモK・グリフィー |
| 5                        | 左                       | R・ジスク                | 右                       | J・ルッカーM・サンギーエンW・スター · ジェルR・ステネットR・ヘブナーF・タベラスR・ジスクA・オリバーD・パーカー | 5                    | 左                   | G・フォスター        | 右                   | F・ノーマンJ・ベンチT・ペレスJ・モーガンP・ローズD・コンセプシオンG・フォスターC・ジェロニモK・グリフィー |
| 6                        | 右                       | D・パーカー              | 左                       | J・ルッカーM・サンギーエンW・スター · ジェルR・ステネットR・ヘブナーF・タベラスR・ジスクA・オリバーD・パーカー | 6                    | 遊                   | D・コンセプシオン    | 右                   | F・ノーマンJ・ベンチT・ペレスJ・モーガンP・ローズD・コンセプシオンG・フォスターC・ジェロニモK・グリフィー |
| 7                        | 三                       | R・ヘブナー              | 左                       | J・ルッカーM・サンギーエンW・スター · ジェルR・ステネットR・ヘブナーF・タベラスR・ジスクA・オリバーD・パーカー | 7                    | 右                   | K・グリフィー        | 左                   | F・ノーマンJ・ベンチT・ペレスJ・モーガンP・ローズD・コンセプシオンG・フォスターC・ジェロニモK・グリフィー |
| 8                        | 遊                       | F・タベラス              | 右                       | J・ルッカーM・サンギーエンW・スター · ジェルR・ステネットR・ヘブナーF・タベラスR・ジスクA・オリバーD・パーカー | 8                    | 中                   | C・ジェロニモ        | 左                   | F・ノーマンJ・ベンチT・ペレスJ・モーガンP・ローズD・コンセプシオンG・フォスターC・ジェロニモK・グリフィー |
| 9                        | 投                       | J・ルッカー              | 右                       | J・ルッカーM・サンギーエンW・スター · ジェルR・ステネットR・ヘブナーF・タベラスR・ジスクA・オリバーD・パーカー | 9                    | 投                   | F・ノーマン          | 両                   | F・ノーマンJ・ベンチT・ペレスJ・モーガンP・ローズD・コンセプシオンG・フォスターC・ジェロニモK・グリフィー |
| 先発投手                 | 先発投手                 | 先発投手                 | 投球                     | J・ルッカーM・サンギーエンW・スター · ジェルR・ステネットR・ヘブナーF・タベラスR・ジスクA・オリバーD・パーカー | 先発投手             | 先発投手             | 先発投手             | 投球                 | F・ノーマンJ・ベンチT・ペレスJ・モーガンP・ローズD・コンセプシオンG・フォスターC・ジェロニモK・グリフィー |
| J・ルッカー              | J・ルッカー              | J・ルッカー              | 左                       | J・ルッカーM・サンギーエンW・スター · ジェルR・ステネットR・ヘブナーF・タベラスR・ジスクA・オリバーD・パーカー | F・ノーマン          | F・ノーマン          | F・ノーマン          | 左                   | F・ノーマンJ・ベンチT・ペレスJ・モーガンP・ローズD・コンセプシオンG・フォスターC・ジェロニモK・グリフィー |

### 第3戦 10月7日
- スリー・リバース・スタジアム（ペンシルベニア州ピッツバーグ）

|                          | 1 | 2 | 3 | 4 | 5 | 6 | 7 | 8 | 9 | 10 | R | H | E |
| ------------------------ | - | - | - | - | - | - | - | - | - | -- | - | - | - |
| シンシナティ・レッズ     | 0 | 1 | 0 | 0 | 0 | 0 | 0 | 2 | 0 | 2  | 5 | 6 | 0 |
| ピッツバーグ・パイレーツ | 0 | 0 | 0 | 0 | 0 | 2 | 0 | 0 | 1 | 0  | 3 | 7 | 2 |

1. 勝利：ローリー・イーストウィック（1勝1S）
2. セーブ：ペドロ・ボーボン（1S）
3. 敗戦：ラモン・ヘルナンデス（1敗）
4. 本塁打
CIN：デーブ・コンセプシオン1号ソロ、ピート・ローズ1号2ラン
PIT：アル・オリバー1号2ラン
5. 審判
［球審］フランク・プーリ
［塁審］一塁: ビル・ウィリアムズ、二塁: トム・ゴーマン、三塁: アート・ウィリアムズ
［外審］左翼: ジョン・キブラー、右翼: アンディ・オルセン
6. 試合開始時刻: 東部夏時間（UTC-4）午後8時32分  試合時間: 2時間47分  観客: 4万6355人
詳細: MLB.com Gameday / Baseball-Reference.com

| シンシナティ・レッズ | シンシナティ・レッズ | シンシナティ・レッズ | シンシナティ・レッズ | シンシナティ・レッズ                                                                                      | ピッツバーグ・パイレーツ | ピッツバーグ・パイレーツ | ピッツバーグ・パイレーツ | ピッツバーグ・パイレーツ | ピッツバーグ・パイレーツ                                                                                             |
| -------------------- | -------------------- | -------------------- | -------------------- | --- | ------------------------ | ------------------------ | ------------------------ | ------------------------ | --- |
| 打順                 | 守備                 | 選手                 | 打席                 | G・ノーランJ・ベンチT・ペレスJ・モーガンP・ローズD・コンセプシオンG・フォスターC・ジェロニモK・グリフィー | 打順                     | 守備                     | 選手                     | 打席                     | J・キャンデラリアM・サンギーエンW・スター · ジェルR・ステネットR・ヘブナーF・タベラスR・ジスクA・オリバーD・パーカー |
| 1                    | 三                   | P・ローズ            | 両                   | G・ノーランJ・ベンチT・ペレスJ・モーガンP・ローズD・コンセプシオンG・フォスターC・ジェロニモK・グリフィー | 1                        | 二                       | R・ステネット            | 右                       | J・キャンデラリアM・サンギーエンW・スター · ジェルR・ステネットR・ヘブナーF・タベラスR・ジスクA・オリバーD・パーカー |
| 2                    | 二                   | J・モーガン          | 左                   | G・ノーランJ・ベンチT・ペレスJ・モーガンP・ローズD・コンセプシオンG・フォスターC・ジェロニモK・グリフィー | 2                        | 三                       | R・ヘブナー              | 左                       | J・キャンデラリアM・サンギーエンW・スター · ジェルR・ステネットR・ヘブナーF・タベラスR・ジスクA・オリバーD・パーカー |
| 3                    | 捕                   | J・ベンチ            | 右                   | G・ノーランJ・ベンチT・ペレスJ・モーガンP・ローズD・コンセプシオンG・フォスターC・ジェロニモK・グリフィー | 3                        | 中                       | A・オリバー              | 左                       | J・キャンデラリアM・サンギーエンW・スター · ジェルR・ステネットR・ヘブナーF・タベラスR・ジスクA・オリバーD・パーカー |
| 4                    | 一                   | T・ペレス            | 右                   | G・ノーランJ・ベンチT・ペレスJ・モーガンP・ローズD・コンセプシオンG・フォスターC・ジェロニモK・グリフィー | 4                        | 一                       | W・スタージェル          | 左                       | J・キャンデラリアM・サンギーエンW・スター · ジェルR・ステネットR・ヘブナーF・タベラスR・ジスクA・オリバーD・パーカー |
| 5                    | 左                   | G・フォスター        | 右                   | G・ノーランJ・ベンチT・ペレスJ・モーガンP・ローズD・コンセプシオンG・フォスターC・ジェロニモK・グリフィー | 5                        | 右                       | D・パーカー              | 左                       | J・キャンデラリアM・サンギーエンW・スター · ジェルR・ステネットR・ヘブナーF・タベラスR・ジスクA・オリバーD・パーカー |
| 6                    | 遊                   | D・コンセプシオン    | 右                   | G・ノーランJ・ベンチT・ペレスJ・モーガンP・ローズD・コンセプシオンG・フォスターC・ジェロニモK・グリフィー | 6                        | 左                       | R・ジスク                | 右                       | J・キャンデラリアM・サンギーエンW・スター · ジェルR・ステネットR・ヘブナーF・タベラスR・ジスクA・オリバーD・パーカー |
| 7                    | 右                   | K・グリフィー        | 左                   | G・ノーランJ・ベンチT・ペレスJ・モーガンP・ローズD・コンセプシオンG・フォスターC・ジェロニモK・グリフィー | 7                        | 捕                       | M・サンギーエン          | 右                       | J・キャンデラリアM・サンギーエンW・スター · ジェルR・ステネットR・ヘブナーF・タベラスR・ジスクA・オリバーD・パーカー |
| 8                    | 中                   | C・ジェロニモ        | 左                   | G・ノーランJ・ベンチT・ペレスJ・モーガンP・ローズD・コンセプシオンG・フォスターC・ジェロニモK・グリフィー | 8                        | 遊                       | F・タベラス              | 右                       | J・キャンデラリアM・サンギーエンW・スター · ジェルR・ステネットR・ヘブナーF・タベラスR・ジスクA・オリバーD・パーカー |
| 9                    | 投                   | G・ノーラン          | 右                   | G・ノーランJ・ベンチT・ペレスJ・モーガンP・ローズD・コンセプシオンG・フォスターC・ジェロニモK・グリフィー | 9                        | 投                       | J・キャンデラリア        | 左                       | J・キャンデラリアM・サンギーエンW・スター · ジェルR・ステネットR・ヘブナーF・タベラスR・ジスクA・オリバーD・パーカー |
| 先発投手             | 先発投手             | 先発投手             | 投球                 | G・ノーランJ・ベンチT・ペレスJ・モーガンP・ローズD・コンセプシオンG・フォスターC・ジェロニモK・グリフィー | 先発投手                 | 先発投手                 | 先発投手                 | 投球                     | J・キャンデラリアM・サンギーエンW・スター · ジェルR・ステネットR・ヘブナーF・タベラスR・ジスクA・オリバーD・パーカー |
| G・ノーラン          | G・ノーラン          | G・ノーラン          | 右                   | G・ノーランJ・ベンチT・ペレスJ・モーガンP・ローズD・コンセプシオンG・フォスターC・ジェロニモK・グリフィー | J・キャンデラリア        | J・キャンデラリア        | J・キャンデラリア        | 左                       | J・キャンデラリアM・サンギーエンW・スター · ジェルR・ステネットR・ヘブナーF・タベラスR・ジスクA・オリバーD・パーカー |